# Boulevard Brewing Company
De Boulevard Brewing Company is een Amerikaanse brouwerij in Kansas City (Missouri). De brouwerij is sinds oktober 2013 eigendom van de Belgische brouwerij Duvel Moortgat.

## Geschiedenis
De constructie van de brouwerij begon in 1988 door John McDonald. In een stenen gebouw van rond de eeuwwisseling in Southwest Boulevard, Kansas City, werd een brouwinstallatie opgebouwd met tweedehandse brouwketels van een failliete brouwerij in Beieren, Duitsland. Het eerste bier , de Boulevard Pale Ale, werd in de herfst van 1989 geproduceerd en in 1990 volgde de Boulevard Unfiltered Wheat Beer.
In 1999 en 2003 werd de brouwerij uitgebreid en in maart 2005 volgde een uitbreidingsproject van 20 miljoen US$ met een nieuwe brouwzaal en verpakkingseenheid naast het bestaande gebouw. De capaciteit bedroeg vanaf 2006 60.000  barrels (vaten) per jaar. In de herfst 2011 werd opnieuw 3 miljoen US$ geïnvesteerd in de originele brouwerij op Southwest Boulevard waarbij de zes 105-barrel-gisttanks werden vervangen door acht 300-barrel-gisttanks waardoor de jaarlijkse brouwcapaciteit toenam met 35.000 barrels.
Op 18 oktober 2013 werd de brouwerij eigendom van Duvel Moorgat. De Amerikaanse brouwerijen Boulevard Brewing Company, Brewery Ommegang (Cooperstown) en de Firestone Walker Brewing Company (sinds 2015) vormen samen de brouwerijgroep Duvel Moortgat USA. In de top-50 van 2014, gepubliceerd door de Brewers Association (BA), stond Duvel Moortgat USA op een 12de plaats in de lijst van U.S. Craft Brewing Companies en op een 18de plaats in de lijst van Overall U.S. Brewing Companies (gebaseerd op gebrouwen volume).
Een aantal bieren van de brouwerij zijn sinds 2015 ook in België verkrijgbaar, zowel in cafés (op tap) als in de supermarkt.

## Bieren

### Vast assortiment
- 80-Acre Hoppy Wheat Beer
- Bully! Porter
- KC Pils
- Pale Ale (sinds 1989)
- Pop-Up Session I.P.A.
- Single-Wide I.P.A.
- Unfiltered Wheat Beer (sinds 1990)

### Seizoensbieren
- Bob’s ’47 Oktoberfest
- Boss Tom’s Golden Bock
- Hibiscus Gose
- Irish Ale
- Nutcracker Ale
- ZŌN Belgian-Style Witbier
- Backroads Beers’ Entwined Ale
- Tasting Room Beers’ ESB
- Tasting Room Beers’ Ginger-Lemon Radler

### Smokestack Series
- Bourbon Barrel Quad
- Chocolate Ale
- Dark Truth Stout
- Double-Wide I.P.A.
- Grainstorm Black Rye I.P.A.
- Harvest Dance Wheat Wine
- Imperial Stout
- Long Strange Tripel
- Love Child
- Rye-On-Rye
- Saison-Brett
- The Sixth Glass
- Tank 7 Farmhouse Ale
- Two Jokers Double-Wit